# Бэйчэнь
Бэйчэ́нь (кит. упр. 北辰, пиньинь Běichén) — район городского подчинения города центрального подчинения Тяньцзинь (КНР).

## История
В 1953 году был образован «Тяньцзиньский северный пригородный район» (津北郊区), который в 1955 году был переименован в «Северный пригородный район» (北郊区). В 1958 году район был расформирован, но в 1962 — восстановлен. В 1992 году район был переименован в Бэйчэнь.

## Административное деление
Район Бэйчэнь делится на 4 уличных комитета и 9 посёлков.

## Знаменитые уроженцы
- Вэнь Цзябао — премьер Госсовета КНР